# Mario Sancho Jiménez
Mario Sancho Jiménez (Cartago, 13 de junho de 1889 — Cartago, 1948) foi um escritor e filósofo costa-riquenho.
Em Costa Rica, Suiza centroamericana, sua obra mais conhecida, ironiza a democracia então instalada em seu país.

## Obra
- Viajes y lecturas, San José (1933)
- Palabras de ayer y consideraciones actuales, San José (1912)
- Costa Rica, Suiza centroamericana, San José (1935)
- La joven literatura nicaragüense, San José (1919)